# Naturschutzgebiet Alte Elde bei Kuppentin
Koordinaten: 53° 29′ 48,6″ N, 12° 4′ 26″ O

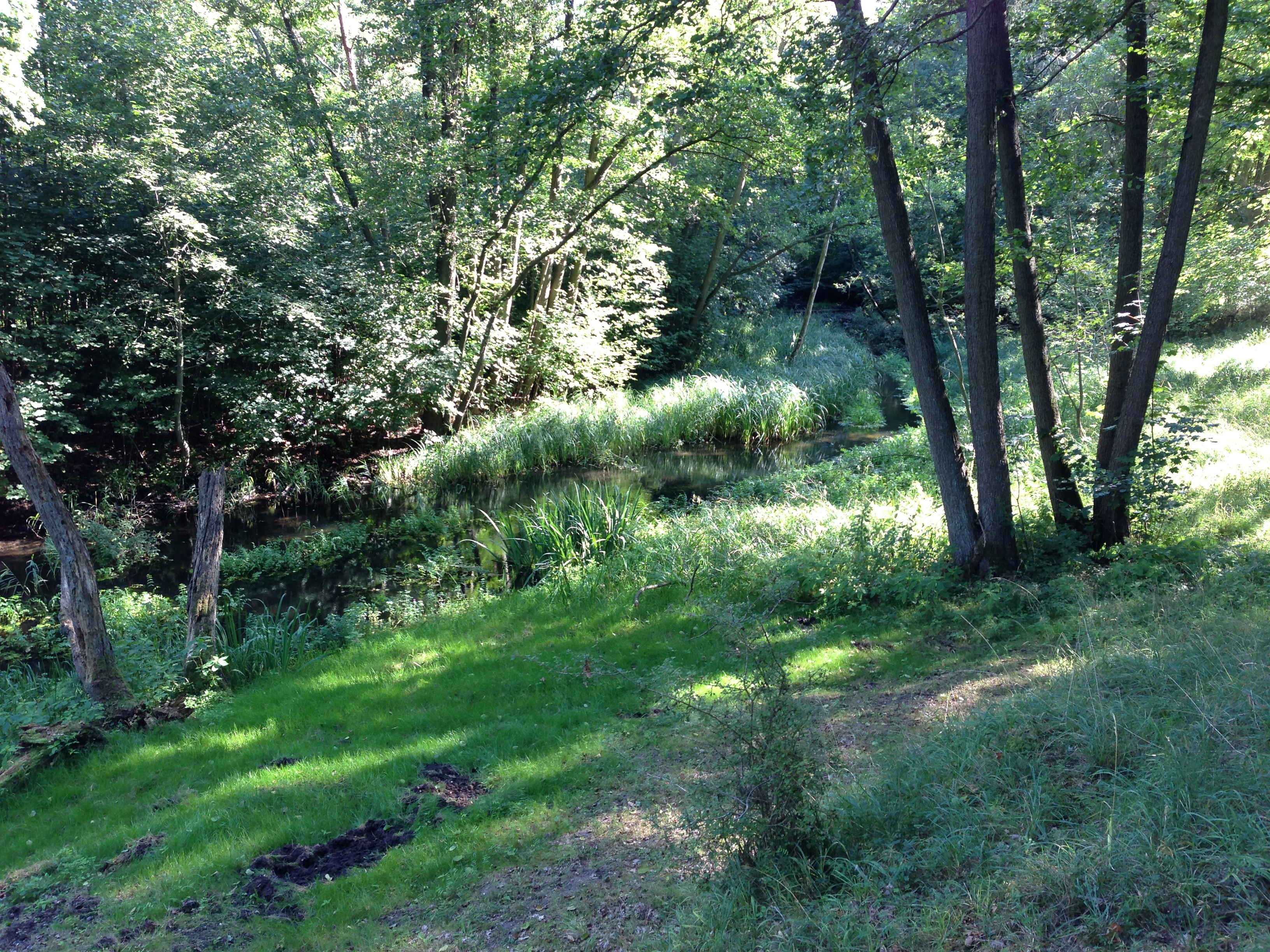
Alte Elde

Das Naturschutzgebiet Alte Elde bei Kuppentin ist ein 318 Hektar umfassendes Naturschutzgebiet in Mecklenburg-Vorpommern. Es befindet sich nordöstlich von Lübz, nordwestlich von Barkow und wurde am 1. Oktober 1990 ausgewiesen. Das Schutzziel besteht im Erhalt eines naturnahen Altlaufs der Elde mit artenreicher Fischfauna und angrenzenden Feuchtwiesen und Wäldern. Der Gebietszustand wird als gut eingeschätzt. Nachteilige Auswirkungen werden von einer geplanten Hähnchenmastanlage im unweit östlich gelegenen Kuppentin erwartet.
Eine Einsichtnahme in die Schutzgebietsflächen ist teilweise von öffentlichen Wegen aus möglich, etwa an der Bobziner Schleuse.

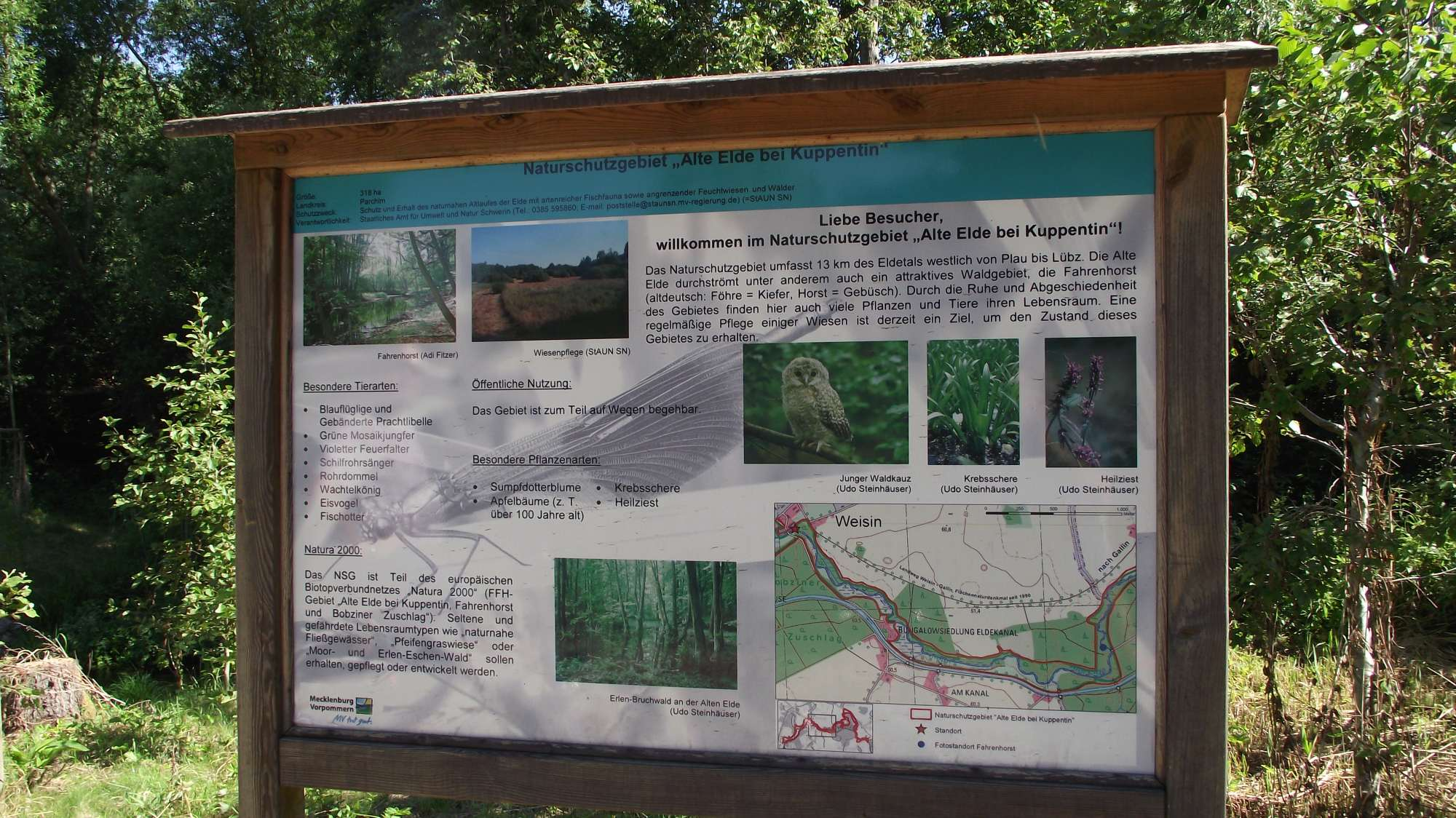
Infotafel im Passower Ortsteil Weisin
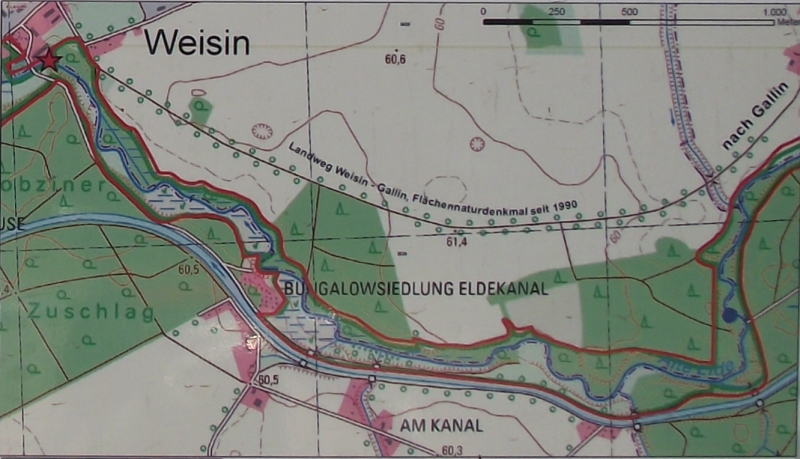
Übersichtskarte